# Carmen Basilio
Carmine „Carmen“ Basilio (* 2. April 1927 in Canastota, New York; † 7. November 2012 in Rochester, New York) war ein US-amerikanischer Boxer.

## Leben
Der Sohn eines Zwiebelbauern mit italienischen Wurzeln wurde 1948 Profi. 1952 boxte er gegen den ungeschlagenen Chuck Davey unentschieden und verlor einmal. Gegen Billy Graham unterlag er. Dennoch wurde er durch diese Kämpfe bekannt. Sehr beliebt war sein Stil: Angriffsboxen mit guter Schlagkraft, überdurchschnittliche Nehmerfähigkeiten und Defensivschwächen, was fast immer aktionsreiche Kämpfe garantierte. Im Jahr 1953 schlug er den Leichtgewichtler Ike Williams, in zwei weiteren Kämpfen gegen Graham gelangen ihm ein Punktsieg und ein Unentschieden.
Am 18. September 1953 boxte er erstmals um die Weltmeisterschaft im Weltergewicht, verlor aber gegen den Titelverteidiger Kid Gavilán aus Kuba nach Punkten, obwohl er in der zweiten Runde einen Niederschlag gegen den bekannt guten Nehmer erzielen konnte.
Im Januar 1955 besiegte er den Deutschen Peter Müller. Seine zweite Titelchance erhielt Basilio am 10. Juni 1955; er traf auf seinen ebenfalls italo-amerikanischen Erzrivalen und amtierenden Weltmeister Tony DeMarco. Der Titelverteidiger beherrschte anfangs zwar das Geschehen, dann kam Basilio aber auf und konnte in der zwölften Runde durch K. o. gewinnen. Er gewann auch den Rückkampf, verlor den Titel dann jedoch im März 1956 durch eine Punktniederlage an Johnny Saxton. Auch hier wurde ein direkter Rückkampf angesetzt, den Basilio, wie auch das anschließende dritte Duell, vorzeitig gewann.
1956 legte er den Titel freiwillig nieder, um im Mittelgewicht weiterzuboxen. Am 23. September 1957 forderte er den 38-jährigen Sugar Ray Robinson heraus und gewann auch in dieser Gewichtsklasse die Weltmeisterschaft, verlor den Titel allerdings bereits im Rückkampf wieder an Robinson.
1959 und 1960 unterlag er zweimal gegen Gene Fullmer vorzeitig. Nach einer Punktniederlage gegen Paul Pender beendete er schließlich 1961 seine Karriere. Danach arbeitete Basilio 25 Jahre als Sportlehrer im Le Moyne College in Syracuse.
Basilio starb am 7. November 2012 im Alter von 85 Jahren. Er hinterließ seine Frau, vier Kinder, acht Enkelkinder und zehn Urenkel.
Der spätere Weltmeister Billy Backus war Basilios Neffe. Ed Brophy gründete die International Boxing Hall of Fame in Canastota, um damit speziell die dort geborenen Boxer Basilio und Backus zu würdigen.